# Michael Yome
Michael Thomas Yome (Gibraltar, 29 de agosto de 1994) es un futbolista gibraltareño que juega como delantero y actualmente está en el St Joseph's y en la Selección de fútbol de Gibraltar.

## Carrera
Yome comenzó su carrera como jugador juvenil en el Gibraltar United, antes de cruzar la frontera para jugar en el Recreativo Linense y el Atlético Zabal. Más tarde regresó a Gibraltar fichando por el vigente campeón de la Premier Division, el Lincoln Red Imps y permaneció en el club hasta enero de 2016, cuando firmó por el Manchester 62 para el resto de la campaña. A nivel internacional, Yome ha sido 7 veces internacional con la selección de Gibraltar
.
Yome se trasladó al Reino Unido para estudiar Magisterio en la Canterbury Christ Church University, y se incorporó al Canterbury City durante la duración de su curso. Marcó en su debut con el club en su eliminatoria del Kent Senior Trophy contra el Meridian en una victoria por 6-0. Al final de la temporada, Yome marcó un gol en 13 apariciones para ayudar al City a terminar noveno en la 2016-17 Southern Counties East Football League.
En agosto de 2017, entabló conversaciones con el vigente campeón de la Gibraltar Premier Division, el Europa, tras abandonar el Canterbury City. Su fichaje fue confirmado por el club el 16 de agosto de 2017. Tras 5 años en el club, quedó libre en julio de 2022. Posteriormente se unió a St Joseph's en agosto de 2022.

## Carrera internacional
Yome debutó como internacional el 4 de septiembre de 2015 contra la República de Irlanda en la Clasificación para la Eurocopa 2016.

## Honours
En Europa
- Rock Cup: 2017–18, 2019
- Pepe Reyes Cup: 2018